# 土司

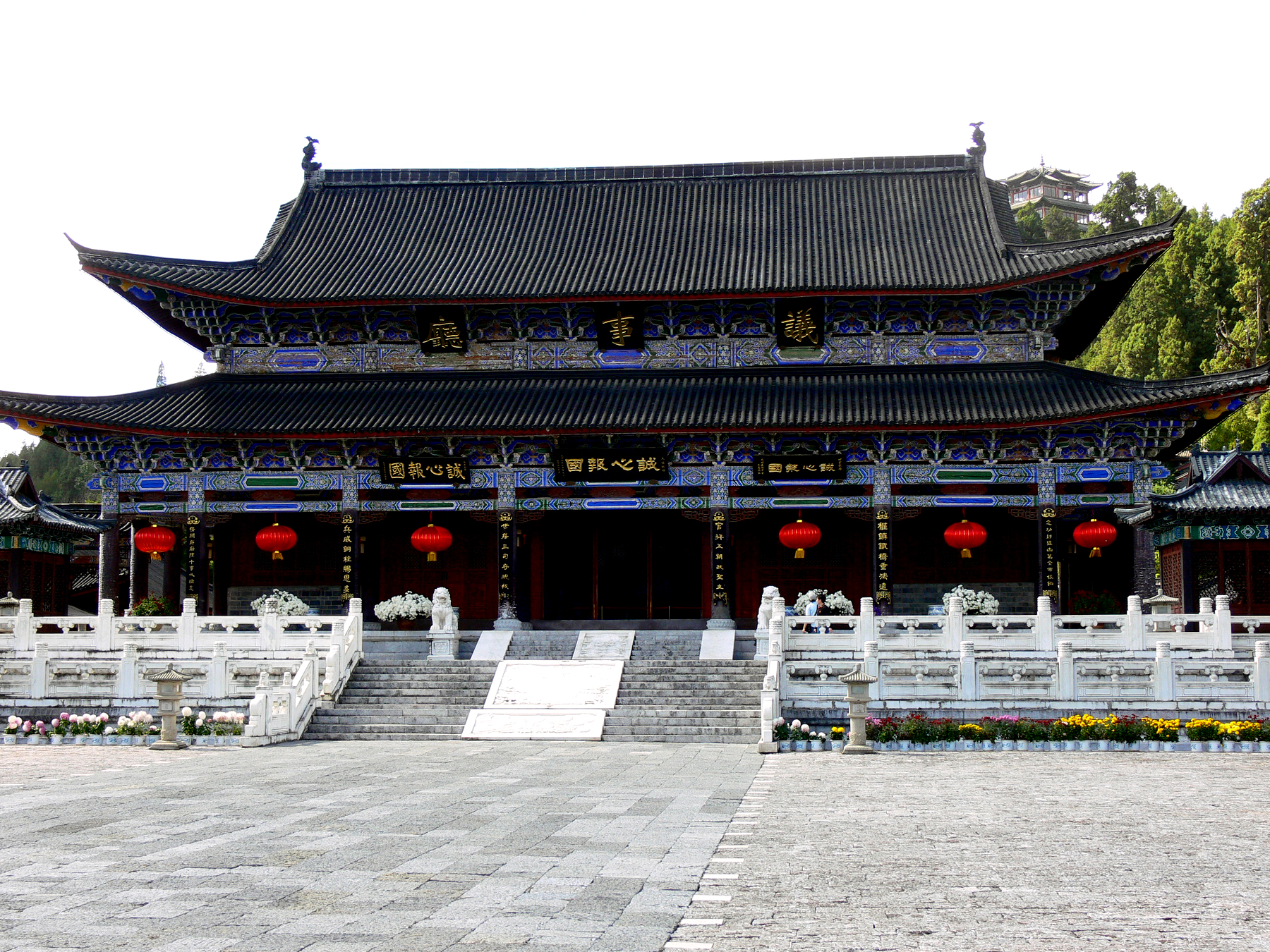
麗江木氏土司の議事堂である木府

土司（どし）は、中国王朝が、中国に隣接する諸民族の支配者たちに授ける特定タイプの官職に対する総称。
中国の歴代王朝は、近隣の諸国・諸民族との間で冊封・朝貢という君臣関係に擬した外交関係を築き、その際、中国との交際を求める諸国・諸民族の勢力の大小に応じて、王号や州・県の知事職、軍事指揮官の称号を与えた。土司は、それらの諸民族の首長のうち、軍事指揮官の称号をうけたものに対する総称。

## 概要
土司は、元代以降、中国と直接境界を接する諸民族において、ある民族が一国を形成しないまま、分立する各地の支配者が個別に中国王朝と交際する場合に、州・県の知事職や、衛所制にそった軍事指揮官の称号を受けた者たち（羈縻衛（きびえい））を指す。清においては、さらにこれらを区分し、軍事指揮官の称号を受けた者たちを土司（満洲語: ᠠᡳᠮᠠᠨ ᡳ 
ᡥᠠᡶᠠᠨ, aiman -i hafan）、州・県の知事職を受けた者たちを土官と呼ぶ。
なお、土司・土官における「土」とは土着の意で、先祖伝来の所領において世襲でポストに着くことを指す。科挙を経て任官する官僚が、出身地のポストに赴任することが禁止され、数年の任期ごとに各地のポストを転々としたのを指して流官と称するのと対比した表現である。
これら非漢人の世襲の諸侯領を廃止して中国に組み込み、科挙官僚である流官を派遣して統治する地域に改めることを「改土帰流」と称する。